# Olivier Roussey
Olivier Roussey (* 18. November 1958 in Trier) ist ein ehemaliger französischer Fußballspieler.

## Karriere

### Scheitern bei zwei Erstligisten (bis 1979)
Der 178 Zentimeter große Abwehrspieler Roussey begann das Fußballspielen bei der AS Mazargues in Marseille, von wo aus er ebenso wie sein jüngerer Bruder Laurent Roussey (* 1961) den Sprung in die Jugendabteilung des Erstligisten AS Saint-Étienne schaffte. Bei diesem nahm er in der Spielzeit 1977/78 einen Stammplatz in der drittklassig spielenden Reservemannschaft ein, während sein Bruder mit lediglich 16 Jahren zum Profi wurde und als jüngster Torschütze der Ligageschichte Bekanntheit erlangte. Doch auch Olivier konnte mit seinen Leistungen überzeugen, sodass er zum Saisonende hin seine Chance in der Profimannschaft erhielt und am 8. April 1978 in der höchsten nationalen Spielklasse debütierte, als er bei einem 1:1 gegen Paris Saint-Germain in der Startelf stand.
Sein Erstligadebüt bedeutete jedoch keineswegs den Durchbruch, da er in der nachfolgenden Saison 1978/79 ausschließlich für die zweite Mannschaft auflaufen durfte. Im Sommer 1979 wurde er an den Erstligarivalen Olympique Lyon abgegeben und durfte auch für diesen testweise einmal an einem Spiel der höchsten Klasse teilnehmen, besaß aber keine ernsthafte Perspektive im Team. Dies führte dazu, dass er schon in der Winterpause 1979/80 dem Klub wieder den Rücken kehrte und beim Zweitligisten LB Châteauroux unterschrieb.

### Durchbruch bei Châteauroux (1980–1983)
Auch beim eine Liga tiefer gesetzten Verein LB Châteauroux sah es zunächst danach aus, als würde Roussey keine Rolle spielen. Im Verlauf der Spielzeit 1980/81 änderte sich dies, er kam zu immer regelmäßigeren Einsätzen und erkämpfte sich schließlich einen Stammplatz. Diese Austragung schloss das Team im oberen Tabellendrittel ab, wohingegen das nachfolgende Jahr vom Abstiegskampf geprägt war und der Sturz in die Drittklassigkeit nur knapp abgewendet werden konnte. In der Saison 1982/83 konnte sich die Mannschaft etwas steigern, doch die Defensivabteilung blieb mit 55 Gegentoren sehr anfällig. Trotz allem erweckte Roussey das Interesse des Erstligisten FC Toulouse, der ihn im Sommer 1983 zu sich holte.

### Misslungene Rückkehr in die erste Liga (1983–1986)
Zwar war er in Toulouse als Teil des Profikaders vorgesehen, doch kam er abgesehen von zwei Pokalbegegnungen lediglich in der Reservemannschaft zum Zug und verpasste so das erhoffte Comeback in der ersten Liga. 1985 fand er im Erstligakonkurrenten Olympique Marseille einen neuen Arbeitgeber, fand dort aber eine ähnliche Situation vor und bestritt für die Profimannschaft einzig ein Pokalspiel. Am Saisonende 1985/86 verließ der damals 27-Jährige den Verein, was nach zwei Erstligapartien ohne Tor sowie 74 Zweitligapartien mit einem Tor das endgültige Ende seiner Profilaufbahn bedeutete.

### Weiteres Wirken (nach 1986)
Mit seinem Abschied in Marseille wechselte er zum unterklassigen Verein CS Meaux, ehe er das Fußballspielen 1987 endgültig aufgab. Dennoch blieb er dieser Sportart erhalten, da er nach einer abgeschlossenen Ausbildung als Physiotherapeut für verschiedene Profiklubs als solcher tätig war.